# Улуро Адо
Улуро Адо (Гаври́л Никола́евич Кури́лов; 30 апреля 1938, Нижнеколымский улус — 27 ноября 2024) — юкагирский поэт, прозаик, публицист, драматург, переводчик и педагог. Учёный-лингвист и этнограф, доктор филологических наук, профессор.

## Биография
Родился 30 апреля 1938 года в Олеринской тундре Нижнеколымского улуса Якутской АССР.
Окончил Ленинградский педагогический институт имени Герцена (1962), аспирантуру Института языка, литературы и истории (ныне Институт гуманитарных исследований и проблем малочисленных народов Севера СО РАН). Тема диссертации — «Сложные имена существительные в юкагирском языке».
С 1968 года — научный сотрудник Института языка, литературы и истории Якутского филиала Сибирского отделения АН СССР.
В последние годы жизни — главный научный сотрудник Института гуманитарных исследований и проблем малочисленных народов Севера СО РАН.
Умер 27 ноября 2024 года в возрасте 86 лет.
Брат художника Николая Курилова (автора заглавного стихотворения в фильме «Брат 2») и писателя и художника Семёна Курилова.

## Творчество
Первые стихи начал писать в 1961 году. Первые произведения были напечатаны в 1962 году на страницах республиканских печатных изданий. Выпущено около 20 книг на юкагирском, русском, якутском, эстонском языках.

## Список научных работ
- «Сложные имена существительные в юкагирском языке». — Л., Наука, 1977. — 120 стр. (то же: дисс. к. филол. н. — Л., 1969).
- «Правила орфографии в юкагирском языке» (Якутск, 1987).
- «Именное аффиксальное образование имен существительных» (Якутск, 1980).
- «Юкагирско-русский словарь» (Якутск, 1990).
- Академический «Юкагирско-русский словарь» (Новосибирск: Наука, 2003).
- Лексикология современного юкагирского языка: Развитие лексики и роль якутского языка в заимствованиях. Дисс. … д. филол. н. — Якутск, 2000.
- «Лексикология современного юкагирского языка» (Новосибирск: Наука, 2003. — 284 стр.).
- Учебник для старших классов и ВУЗов «Современный юкагирский язык» (2007).

## Звания и награды
- заслуженный работник культуры ЯАССР;
- академик Академии Духовности Республики Саха;
- доктор филологических наук;
- заслуженный деятель науки Республики Саха;
- лауреат премии им. Тэкки Одулока;
- медаль академика Н. В. Черского «За выдающийся вклад в науку»;
- медаль «За полезные обществу научные труды»;
- золотой знак г. Якутска.
- Почётный гражданин Республики Саха (Якутия) (24 апреля 2023) — за особые заслуги в развитии системы высшего образования и науки, выдающиеся достижения в изучении истории, археологии и этногенеза народов Якутии и Сибири, весомый вклад в социально-экономическое развитие Республики Саха (Якутия) и многолетний плодотворный труд